# Piják lužní
Piják lužní (Dermacentor reticulatus) je klíště z čeledi pijákovitých. Je přenašečem mnoha patogenů, kteří způsobují nebezpečná onemocnění zvířat i lidí, například bakterie Francisella tullarensis, která způsobuje onemocnění známé jako tularémie.

## Výskyt
Piják lužní je hojný především v teplejších a vlhčích oblastech. V našich zeměpisných šířkách ho můžeme nalézt na jižní Moravě a Slovensku, kde je jeho výskyt mnohem častější než v Čechách.

## Morfologie
Stejně jako klíště obecné má sameček scutum přes celou idiosomu, která je u samiček velice pružná, což usnadňuje rozšíření těla při nasátí. Nenasáté samičky mají scutum do poloviny či třetiny idiosomy. Důležitým znakem čeledi Ixodidae je vyčnívající gnathosoma mimo idiosomu, jeho hlavní částí je hypostom, na němž nacházíme koncentrické řady zahnutých zoubků, díky kterým je klíště schopné se během sání udržet v potravní lézi na hostiteli. Piják lužní se od klíštěte obecného odlišuje nejen výskytem v teplejších oblastech, ale i přítomností očí, které jsou umístěny po stranách scuta. Tak jako pro ostatní členy čeledi Ixodidae, i pro pijáka lužního je důležité udržet se na hostiteli řadu dní, což klíštěti umožní dostatečné nasátí, následné odpadnutí z hostitele a postup do dalšího instaru (vývojového stádia). V případě dospělé, oplodněné samičky pak možnost nakladení jediné snůšky vajíček.

## Životní cyklus
Životní cyklus pijáka lužního ukazuje jeho příslušnost k čeledi Ixodidae. Celý cyklus zahrnuje vajíčko, šestinohou larvu a dva instary osminohých nymf. Oplodněná dospělá samička po maximálním nasátí na hostiteli odpadne a snese jedinou obrovskou snůšku, následně umírá. Samci pijáka lužního se na hostiteli vyskytují za účelem setkání se samičkou; pokud na ni narazí, dochází přímo na hostiteli ke kopulaci. Pijáci se vyskytují především během března a dubna, druhá vlna výskytu pak přichází koncem léta a začátkem podzimu. Na hostitele čeká piják většinou na vegetaci. Pomocí Hallerova orgánu vnímá teplo, oxid uhličitý a další chemické látky vylučované hostitelem.

## Přenos onemocnění
Piják lužní může být vektorem těchto onemocnění:
- Tularémie – původce bakterie Francisella tularensis
- Omská hemoragická horečka – původcem je flavivirus
- Babezióza psů – původcem je prvok z kmene Apicomplexa čeledi Babesiidae.